# Universidade Federal da Grande Dourados
A Fundação Universidade Federal da Grande Dourados (UFGD) nasceu do desmembramento do Centro Universitário de Dourados, antigo CEUD, campi da Universidade Federal de Mato Grosso do Sul – UFMS. O CEUD, antes Centro Pedagógico de Dourados – CPD começou a funcionar no município em 1971 e passou a apresentar um elevado índice de crescimento, sobretudo nas décadas de 1980 e 1990.
Na década de 70, o campi de Dourados abrigava os cursos de História, Letras, Agronomia e Pedagogia. Em 1980, foram implantados os cursos de Geografia, Ciências Contábeis e Matemática. Em 1991, o Centro abriga o curso de Ciências Biológicas e nessa década começa a funcionar também o curso de Análise de Sistemas e os primeiros cursos de pós-graduação, o Mestrado em Agronomia e em História. Já em 2000, foram implantados os cursos de Medicina, Direito, Administração, os mestrados em Entomologia e Conservação da Biodiversidade e em Geografia e o primeiro doutorado da região, em Agronomia.
Em face dessa notável ampliação das atividades, tornou-se necessário promover a ampliação das instalações – sendo que, em conjugação com essa necessidade, começou a ganhar corpo a ideia da constituição, em Dourados, de uma cidade universitária, voltada ao ensino superior público, gratuito e de boa qualidade. O projeto então de Cidade Universitária ganhou amplo apoio da comunidade, das lideranças políticas de Dourados e das cidades vizinhas, e caminhou para sua plena concretização.
Apesar do crescimento do campus da UFMS de Dourados e da criação da UEMS, estas instituições públicas não conseguem atender à imensa demanda da região por ensino superior. Isso é comprovado pelo incremento significativo de instituições privadas de ensino superior. A cidade de Dourados apresentava como uma das mais estruturadas de Mato Grosso do Sul em termos de bens e serviços de apoio à produção.
Para atender aos anseios da sociedade regional visando ao desenvolvimento sustentável, surgia então o projeto de criação da UFGD apresentando vocações como responsabilidade cidadã e social; estudos de preservação dos recursos naturais, incluindo a biodiversidade; aplicação do conhecimento científico e tecnológico para exploração do potencial econômico da região; e desenvolvimento da agropecuária e da agroindústria.
Aproveitando o Programa de Expansão das Instituições Federais de Ensino Superior no Brasil, do governo federal, cria-se então em 2005 a UFGD, sob tutoria da Universidade Federal de Goiás – UFG, com investimentos públicos em infraestrutura física e de pessoal e na criação de novos cursos de graduação e de pós-graduação, com pretensões de incorporação do Hospital Universitário à estrutura da nova Universidade.
A Instituição, inicialmente com seus sete cursos de graduação, passa a se expandir consideravelmente depois com a sua inclusão no Programa de Reestruturação e Expansão das Universidades Federais – REUNI. Vê ampliado seus cursos de graduação, de pós-graduação, o número de docentes e técnicos administrativos e a oferta de vagas para estudantes de todo o Brasil. Com uma política de educação inclusiva, a UFGD começa a ofertar vagas também para ensinos diferenciados, como para comunidades indígenas e de assentamentos rurais, e para municípios polo da região através da Educação a Distância.
Com um orçamento que ultrapassa os R$ 150 milhões anuais, a Universidade vem alcançando a maioria das metas do seu Plano de Desenvolvimento Institucional. Foi a primeira do Brasil a apresentar o Plano de Expansão Acadêmica ao governo federal, com projeto de ampliação e metas ambiciosas em todas as áreas, em consonância com o Plano Nacional de Educação. A UFGD prossegue com a missão de gerar e socializar conhecimentos, saberes e valores por meio do ensino, pesquisa e extensão de excelência, tendo como norte a transparência, a ética e o compromisso e a responsabilidade social, promovendo o debate democrático e a igualdade de oportunidades para todos.

## Origem
Inaugurado em 20 de dezembro de 1970, o então Centro Pedagógico de Dourados/CPD da Universidade Estadual de Mato Grosso/UEMT, que inicialmente deveria abrigar o curso de Agronomia, começou a funcionar em fevereiro de 1971, promovendo o primeiro vestibular para os cursos de Letras e Estudos Sociais (Licenciatura Curta). As aulas tiveram início em abril e o Centro contava com 10 (dez) professores.
Ampliação
A ampliação da oferta de cursos no Campus de Dourados – CPDO, ocorreu conforme segue:
- 1973 – implantou-se o curso de História e o Curso de Letras passou a funcionar como licenciatura plena;
- 1975 – implantado o curso de Ciências - licenciatura curta;
- 1978 - implantado o curso de Agronomia e o curso de Letras passou a oferecer a habilitação em literatura de língua portuguesa;
- 1979 – implantado o curso de Pedagogia que começou a funcionar como extensão do curso existente em Corumbá oferecendo a habilitação em Administração Escolar;
- 1983 – implantado o curso de Geografia com Licenciatura e Bacharelado, o curso de Letras passou a oferecer a habilitação de inglês e o de Pedagogia as habilitações Magistério das Matérias Pedagógicas do 2 Grau e Supervisão Escolar;
- 1984 – implantado a Habilitação Plena em Matemática, a partir do Curso de Ciências;
- 1986 – implantado o curso de Ciências Contábeis e o curso de Pedagogia passou a oferecer a habilitação em Orientação Educacional;
- 1987 – implantado o curso de Matemática;
- 1991 – implantado o curso de Ciências Biológicas e o curso de Pedagogia passou a oferecer a habilitação Magistério para o Pré-escolar e Séries Iniciais do 1º Grau;
- 1994 – implantado mestrado em Agronomia: Produção Vegetal;
- 1997 – implantado o curso de Análise de Sistemas;
- 1999 – implantado o mestrado em História;
- 2000 – implantados os cursos de Medicina, Direito e Administração;
- 2002 – implantado o mestrado em Entomologia e Conservação da Biodiversidade;
- 2002 – implantado o mestrado em Geografia;
- 2003 – implantado o doutorado em Agronomia.

UFGD
- 2005 - Com a criação da UFGD, Lei Nº 11.153, de 29 de Julho de 2005[3], os cursos de graduação e pós-graduação existentes passaram a fazer parte da nova instituição, com exceção do Mestrado em Geografia;
- 2006 - Implantada a UFGD com tutoria de equipe da UFG;
- 2006 - A matriz curricular do curso de Análise de Sistemas é alterada, originando o curso de Sistemas de Informação;
- 2006 - Implantado os primeiros cursos novos de graduação na UFGD: Ciências Sociais, Engenharia de alimentos, Engenharia de produção, Gestão Ambiental, Licenciatura Intercultural Indígena - Teko Arandu, Química e Zootecnia;
- 2007 - Implantado o Programa de Pós-Graduação em Geografia, nível de mestrado;
- 2009 - Implanta mais nove cursos de Graduação: Artes Cênicas, Biotecnologia, Economia, Educação física, Engenharia agrícola, Engenharia de energia, Nutrição, Relações internacionais e Psicologia;
- 2009 - Implantado o Programa de Pós-Graduação em Letras, nível de mestrado;
- 2009 - Implantado o Programa de Pós-Graduação em Zootecnia, nível de mestrado;
- 2009 - Implantado o Programa de Pós-Graduação em Entomologia e Conservação da Biodiversidade, nível de doutorado;
- 2010 - Implantado o Programa de Pós-Graduação em Ciência e Tecnologia Ambiental, nível de mestrado;
- 2010 - Implantado o Programa de Pós-Graduação em Educação, nível de mestrado;
- 2011 - Implantado o Programa de Pós-Graduação em História, nível de doutorado;
- 2011 - Implantado o Programa de Pós-Graduação em Agronegócios, nível de mestrado;
- 2011 - Implantado o Programa de Pós-Graduação em Antropologia, nível de mestrado;
- 2011 - Implantado o Programa de Pós-Graduação em Biologia Geral/Bioprospecção, nível de mestrado;
- 2011 - Implantado o Programa de Pós-Graduação em Ciências da Saúde, nível de mestrado;
- 2011 - Implantado o Programa de Pós-Graduação em Química, nível de mestrado;
- 2011 - Implantado o Programa de Pós-Graduação Profissional em Matemática - PROFMAT, nível de mestrado;
- 2014 - Implantadas 5 graduações (Engenharia Civil, Engenharia de Computação, Engenharia de Aquicultura, Engenharia Mecânica e Licenciatura em Física).

## Cursos de Graduação
- Administração (Aprovado pela Resolução COUNI nº 25 de 28 de julho de 1999 no Campus de Dourados da UFMS, implantado em 2000);
- Agronomia (Criado pela Resolução nº 21, de 22 de dezembro de 1977, do Conselho Universitário da UEMT e Implantado em 1978);
- Artes Cênicas (licenciatura e/ou bacharelado - Criado em 2008 e implantado em 2009);
- Biotecnologia (Criado em 2008 e implantado em 2009);
- Ciências Biológicas (licenciatura e/ou bacharelado - Implantado em 1991);
- Ciências Contábeis (Aprovado em 1985 e implantado em agosto de 1986);
- Ciências Econômicas (bacharelado);
- Ciências Sociais (licenciatura e/ou bacharelado - Criado em 2006 e implantado em setembro de 2006);
- Direito (Criado em 1999 e Implantado em 2000);
- Economia (Criado em 2008 e implantado em 2009);
- Educação Física (licenciatura, criado em 2008 e implantado em 2009);
- Engenharia Agrícola (Criado em 2008 e implantado em 2009);
- Engenharia Civil (Criado em 2013 e implantado em 2014);
- Engenharia de Alimentos (Criado em 2006 e implantado em setembro de 2006);
- Engenharia de Aquicultura (Criado em 2013 e implantado em 2014);
- Engenharia de Computação (Criado em 2013 e implantado em 2014);
- Engenharia de Energia (Criado em 2008 e implantado em 2009);
- Engenharia de Produção (Criado em 2006 e implantado em setembro de 2006);
- Engenharia Mecânica (Criado em 2013 e implantado em 2014);
- Física (Licenciatura, criado em 2013 e implantado em 2014);
- Geografia (licenciatura e/ou bacharelado) (Criado pela Portaria RTR/UFMS nº 102, de 9 de setembro de 1982 e Implantado em 1983);
- Gestão Ambiental (Criado em 2006 e implantado em setembro de 2006);
- História (licenciatura)(Implantado em 1971 como Estudos Sociais e História Criado em 1973 pela Resolução CEE/MT n˚ 32/72)
  - História (bacharelado);
- Letras (Implantado em 1971)
  - Português/Inglês (licenciatura);
  - Português e Literatura (licenciatura);
  - Letras/Libras (licenciatura, implantado em 2014 na modalidade de Educação a Distância);
- Licenciatura em Educação no Campo;
- Licenciatura Intercultural Indígena (Criado em 2006 e implantado em setembro de 2006);
- Matemática (licenciatura)(Criado em 1986 e implantado em 1987);
- Medicina (Criado em 1999 e implantado em 2000);
- Nutrição (Criado em 2008 e implantado em 2009);
- Pedagogia (Licenciatura);
- Pedagogia Bilíngue (Licenciatura);
- Psicologia (licenciatura e bacharelado, criado em 2008 e implantado em 2009);
- Química (licenciatura e bacharelado - Criado em 2006 e implantado em setembro de 2006);
- Relações internacionais (Criado em 2008 e implantado em 2009);
- Sistemas de Informação (Criado em 1996 e implantado em 1997 com o nome Análise de Sistemas, posteriormente modificado em 2006 para a designação atual);
- Zootecnia (Criado em 2006 e implantado em setembro de 2006).

## Cursos de Pós-Graduação
- Especialização em Pedagogia do Esporte;
- Mestrado e Doutorado em Agronomia (implantados respectivamente em 1994 e 2002);
- Mestrado e Doutorado em História;
- Mestrado e Doutorado em Entomologia e Conservação da Biodiversidade;
- Mestrado e Doutorado em Geografia, implantados respectivamente em 2008 e 2013;
- Mestrado e Doutorado em Zootecnia;
- Mestrado e Doutorado em Educação;
- Mestrado e Doutorado em Agronegócios;
- Mestrado e Doutorado em Ciências da Saúde;
- Mestrado em Letras;
- Mestrado em Ciência e Tecnologia Ambiental;
- Mestrado em Antropologia;
- Mestrado em Biologia Geral/Bioprospecção;
- Mestrado em Química;
- Mestrado em Administração Pública;
- Mestrado em Alimentos, Nutrição e Saúde;
- Mestrado em Biodiversidade e Meio Ambiente;
- Mestrado em Ciência e Tecnologia de Alimentos;
- Mestrado em Educação e Territorialidade;
- Mestrado em Ensino de Física;
- Mestrado em Fronteiras e Direitos Humanos;
- Mestrado em Psicologia;
- Mestrado em Matemática - PROFMAT;
- Mestrado em Engenharia Agrícola;
- Mestrado em Sociologia, implantado em 2013;
- Doutorado em Rede Biotecnologia e Biodiversidade, implantado em 2013;

## Unidades Acadêmicas e Órgãos Administrativos
A UFGD está organizada em Reitoria, Pró-Reitorias, Faculdades, Hospital Universitário e Orgãos Auxiliares. Esses órgãos se encontram distribuídos em cinco unidades, todas na cidade de Dourados/MS.
Unidade I  (CEUD)
- Reitoria e Pró-Reitorias
- Faculdade Intercultural Indígena

Unidade II (Cidade Universitária)
- (FCA) Faculdade de Ciências Agrárias
- (FCBA) Faculdade de Ciências Biológicas e Ambientais
- (FCS) Faculdade de Ciências da Saúde
- (FACET) Faculdade de Ciências Exatas e Tecnologia
- (FCH) Faculdade de Ciências Humanas
- (FACE) Faculdade de Administração, Ciências Contábeis e Economia
- (FACALE) Faculdade de Comunicação, Artes e Letras
- (FAED) Faculdade de Educação
- (FAEN) Faculdade de Engenharia
- (FAIND) Faculdade Indígena
- (FACED) Faculdade de Ensino á Distancia

Unidade III
- ( FADIR) Faculdade de Direito e Relações Internacionais

Unidade IV
- Fazenda Experimental

Unidade V
- Hospital Universitário